# Bambiderstroff
Bambiderstroff là một xã trong vùng Grand Est, thuộc tỉnh Moselle, quận Boulay-Moselle, tổng Faulquemont. Tọa độ địa lý của xã là 49° 06' vĩ độ bắc, 06° 35' kinh độ đông. Bambiderstroff nằm trên độ cao trung bình là 325 mét trên mực nước biển, có điểm thấp nhất là 269 mét và điểm cao nhất là 405 mét. Xã có diện tích 11,05 km², dân số vào thời điểm 1999 là 901 người; mật độ dân số là 81 người/km². Xã thuộc Pháp từ ngày 16 tháng 5 năm 1769.

## Thông tin nhân khẩu
| 1962 | 1968 | 1975 | 1982 | 1990 | 1999 |
| ---- | ---- | ---- | ---- | ---- | ---- |
| 762  | 786  | 808  | 833  | 885  | 901  |